# 50 de Perseu
50 de Perseu (50 Persei) és un sistema estel·lar a la constel·lació de Perseu de magnitud aparent +5,50. S'hi troba a 68 anys llum de distància del sistema solar i és membre —igual que Botein (δ Arietis) o κ Tucanae— del «supercúmul de les Híades», ampli grup d'estels que comparteixen el mateix moviment a través de l'espai.

## Estrella principal
L'estel principal de 50 de Perseu és una nana groga de tipus espectral F7V amb una temperatura superficial de 6.200 K. Té una lluminositat 2,5 vegades major que la del Sol i un radi un 30% més gran que el radi solar. La seva massa estimada és un 22 % major que la del Sol. Aquests paràmetres són similars als d'Asellus Primus (θ Bootis) o ι Piscium, també estels de la seqüència principal de tipus F7.
El seu període de rotació, d'entre 2,6 i 3 dies, és molt més breu que el del Sol, aproximadament de 25 dies. Atès que, conforme els estels envelleixen, la seva velocitat de rotació va disminuint, aquesta es pot utilitzar per estimar l'edat de les mateixes, tècnica coneguda com a girocronologia. L'edat de 50 Persei, estimada amb aquesta tècnica, se situa entre 160 i 270 milions d'anys, per la qual cosa hom pensa que és un estel jove.
50 Persei presenta una metal·licitat semblant a la solar ([Fe/H] = +0,02). Així mateix, un excés en l'emissió a l'infraroig a 24 i 70 μm procedent de 50 Persei suggereix la presència d'un disc circumestel·lar de pols al seu voltant.
D'acord a la base de dades SIMBAD, 50 de Perseu és una variable eruptiva RS Canum Venaticorum la lluentor de la qual fluctua 0,11 magnituds. Rep la denominació de variable V582 Persei.

## Companyes estel·lars
A una separació visual de 12 minuts d'arc de l'estel principal, s'hi pot observar un estel binari (ADS 2995) que comparteix moviment propi amb ell. Les dues components d'aquesta binària —separades entre sí 3,6 segons d'arc— tenen magnitud aparent +7,3 i +9,8. La més brillant d'elles és una nana de tipus G1 o K2.
.